# Вакуленчук (зупинний пункт)
Вакуленчу́к — пасажирський залізничний зупинний пункт Козятинської дирекції Південно-Західної залізниці розташований на двоколійній, електрифікованій змінним струмом лінії Шепетівка — Бердичів.
Розташований біля села Михайленки Чуднівського району Житомирської області між станціями Чуднів-Волинський (7 км) та Михайленки (5 км).
На зупинному пункті зупиняються приміські поїзди.